# Sport Club Internacional B
O Sport Club Internacional B é uma subdivisão do Sport Club Internacional, onde jovens jogadores recebem oportunidades de se destacar e obter acesso em vagas no time principal do colorado.
Revelou bons jogadores, como o centroavante Leandro Damião, e deu oportunidades a jogadores novos na época que não tinham espaço na equipe principal, como Agenor, Wagner Líbano, Mário Sérgio, entre outros. Porém, após os fracassos da equipe no ano de 2011, no dia 20 de fevereiro daquele ano foi anunciado o fim do Inter B. Alguns jogadores foram promovidos ao elenco principal, outros retornaram às categorias de base, e a maioria dos jogadores foram dispensados ou emprestados. Após três temporadas fora dos planos colorados, o famoso time B do Internacional voltou em 2015.

## Histórico e conquistas
O Inter B foi fundado no ano de 2006, para disputar a Segundona do Gauchão com os juniores e alguns profissionais que não jogavam pelo time principal. Em 2007, disputou as primeiras rodadas do Gauchão, enquanto os titulares estavam de férias após a conquista do mundial. Devido à fraca preparação da equipe, o Internacional foi eliminado do campeonato, mesmo com a volta dos principais jogadores ao torneio. O Inter B parou por 1 ano, de  2008 a 2009.
Em 2009, o Inter B foi reativado e voltou com destaque. Somente jogadores novos e com potencial de promoção ao grupo principal atuavam no time.
O time B do Inter conquistou duas edições da Copa FGF em 2009 e em 2010. Ainda em 2010, faturou a primeira edição da Copa Sub23.

## Títulos
| Nacional | Nacional              | Nacional | Nacional    |
|          | Competição            | Títulos  | Temporadas  |
| -------- | --------------------- | -------- | ----------- |
|          | Campeonato Brasileiro | 1        | 2010        |
| Estadual |                       |          |             |
|          | Competição            | Títulos  | Temporadas  |
|          | Copa FGF              | 2        | 2009 e 2010 |
| Amistoso |                       |          |             |
|          | Competição            | Títulos  | Temporadas  |
|          | It's Daejeon          | 1        | 2007        |

## Estatisticas
Participações
|  | Participações em 2020 |

| Competição        | Competição | Temporadas | Melhor campanha       | Estreia | Última | P | R |
| Rio Grande do Sul | Copa FGF   | 15         | Campeão (2009 e 2010) | 2004    | 2019   |   |   |

## Elenco Atual
- Atualizado em 15 de Março de 2019.[6]

Legenda
- : Capitão

## Transferências 2018
| Entradas |      |         |                 |
|          | Pos. | Jogador | Clube de Origem |
|          | M    | Huracán |                 |

| Saídas |      |         |                  |
|        | Pos. | Jogador | Clube de Destino |

Legenda
| - : Jogadores que retornam de empréstimo | - : Jogadores emprestados |

## Treinadores
| Treinadores do Sport Club Internacional |                  |           |       |   |   |   |        |
| #                                       | Treinador        | Período   | Jogos | V | E | D | AP     |
| 1                                       | Enderson Moreira | 2009—2011 | 6     | 3 | 1 | 2 | 66,67% |